# Schwarzstirntrappist
Der Schwarzstirntrappist oder auch Schwarzstirn-Faulvogel (Monasa nigrifrons) ist eine Vogelart aus der Familie der Faulvögel innerhalb der Ordnung der Spechtvögel. Es werden zwei Unterarten unterschieden.

## Merkmale

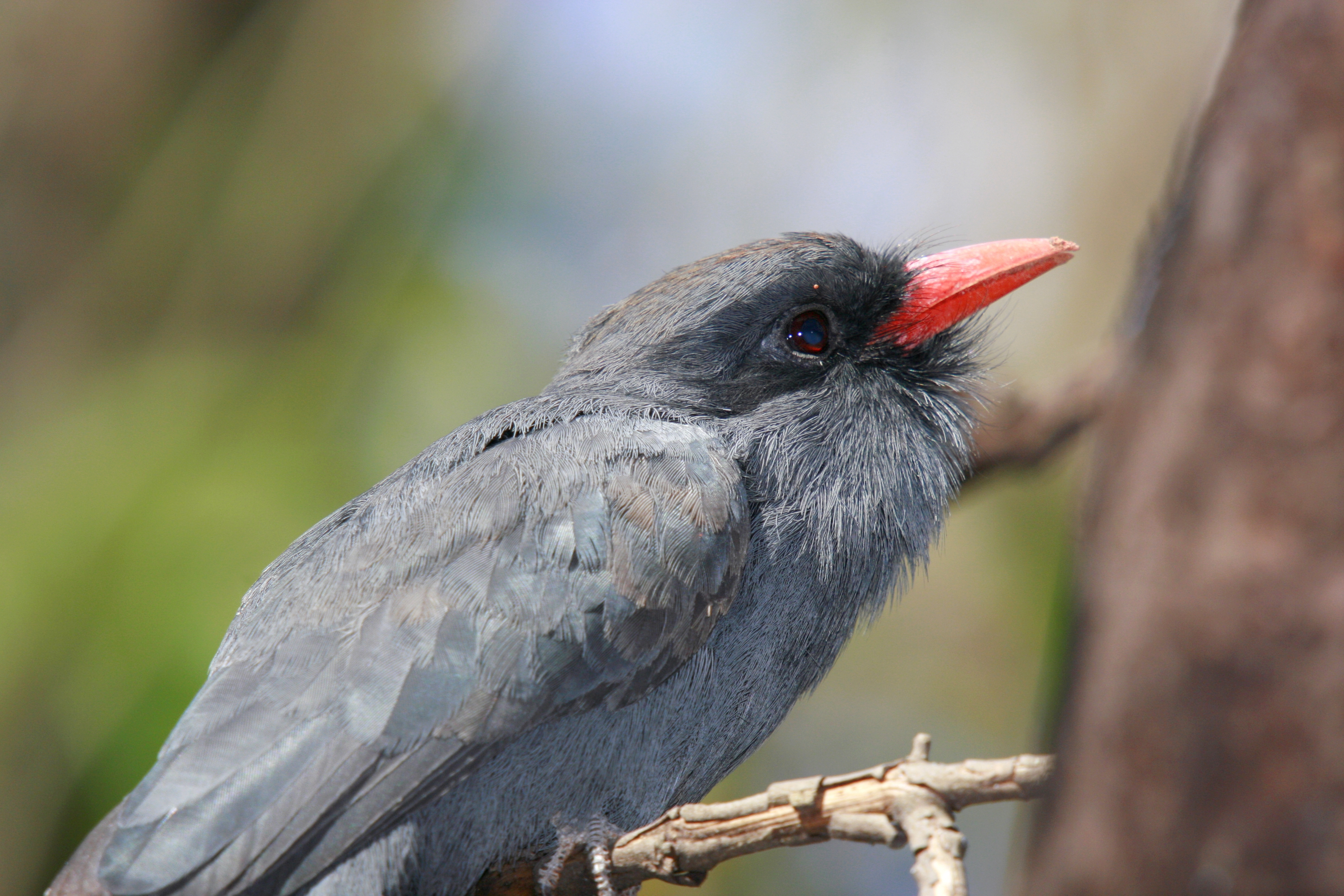
Schwarzstirntrappist

Der Schwarzstirntrappist ist schlanker gebaut als andere Faulvögel, aber dennoch kompakt. Sein Hals ist kurz, der Kopf ist relativ groß. Der lange Schwanz ist fächerförmig. Der Vogel hat kurze breite Flügel. Am Hinterkopf befindet sich eine kleine Haube. Der kurze Schnabel ist dünn und an der Spitze leicht hakenartig nach unten gebogen. An seiner Basis sitzen oben und unten abstehende Federn, die wie ein kurzer Bart wirken. Die Füße sind kurz und tragen vier Zehen, davon weisen zwei nach vorne und zwei nach hinten. Das Gefieder ist schwarz gefärbt und schimmert bei erwachsenen Vögeln unter Lichteinfall bläulich. Der untere Körperbereich ist etwas heller schwarz, als der obere. Der Schnabel ist orange bis leuchtend rot und sticht deutlich hervor. Jungvögel weisen im noch nicht schimmernden Gefieder einen Braunton auf. Bei ihnen ist der Schnabel dunkelgelb bis gelborange. Es besteht kein äußerlicher Geschlechtsdimorphismus. Es ist ein nackter, breiter und schwarzer Augenring vorhanden. Der Schwarzstirntrappist erreicht eine Körperlänge von 29 Zentimetern.

## Lebensweise
Der Schwarzstirntrappist lebt einzelgängerisch, paarweise oder in Trupps, letzteres ist meist der Fall. Er ruft häufig, manchmal ruft die gesamte Gruppe minutenlang. Er fliegt mit schnellen Flügelschlägen, denen Gleitphasen folgen. Seine Beute sucht er in allen Vegetationsschichten von erhöhten Warten, wie z. B. Ästen und Zweigen, aus. Er ernährt sich von Insekten, besonders von Fliegenden, die er, plötzlich von seiner Warte auffliegend, in der Luft, auf Blättern oder auf dem Boden schlägt. Oft folgen die Trupps Affengruppen, um so die aufgescheuchten Insekten zu erbeuten. Das Nest ist eine in Böschungen oder in den Boden gegrabene Nisthöhle. Die Gruppenmitglieder helfen einander beim Brüten und beim Aufziehen der Jungen.

## Lebensraum und Verbreitung
Der Schwarzstirntrappist bewohnt das nördliche tropische Südamerika und kommt dort im westlichen Brasilien, in Südkolumbien, Ostecuador, Ostperu und Bolivien vor. Sein Lebensraum ist der in diesen Gebieten vorherrschende tropische Regenwald. Oft liegen die Brutreviere an Wasserstellen mit steiler Böschung, die sich gut zum Graben von Nisthöhlen eignet. Der Schwarzstirntrappist ist ein Standvogel, bleibt also ganzjährig im Brutrevier. Er wird von der IUCN als „nicht gefährdet“ (least concern) geführt.

## Systematik
Es werden zwei Unterarten unterschieden:
- M. n. nigrifrons (Spix, 1824) – Brasilien, Kolumbien, Ecuador, Bolivien, Peru
- M. n. canescens Todd, 1937 – endemisch in Bolivien